# Josef Winckler

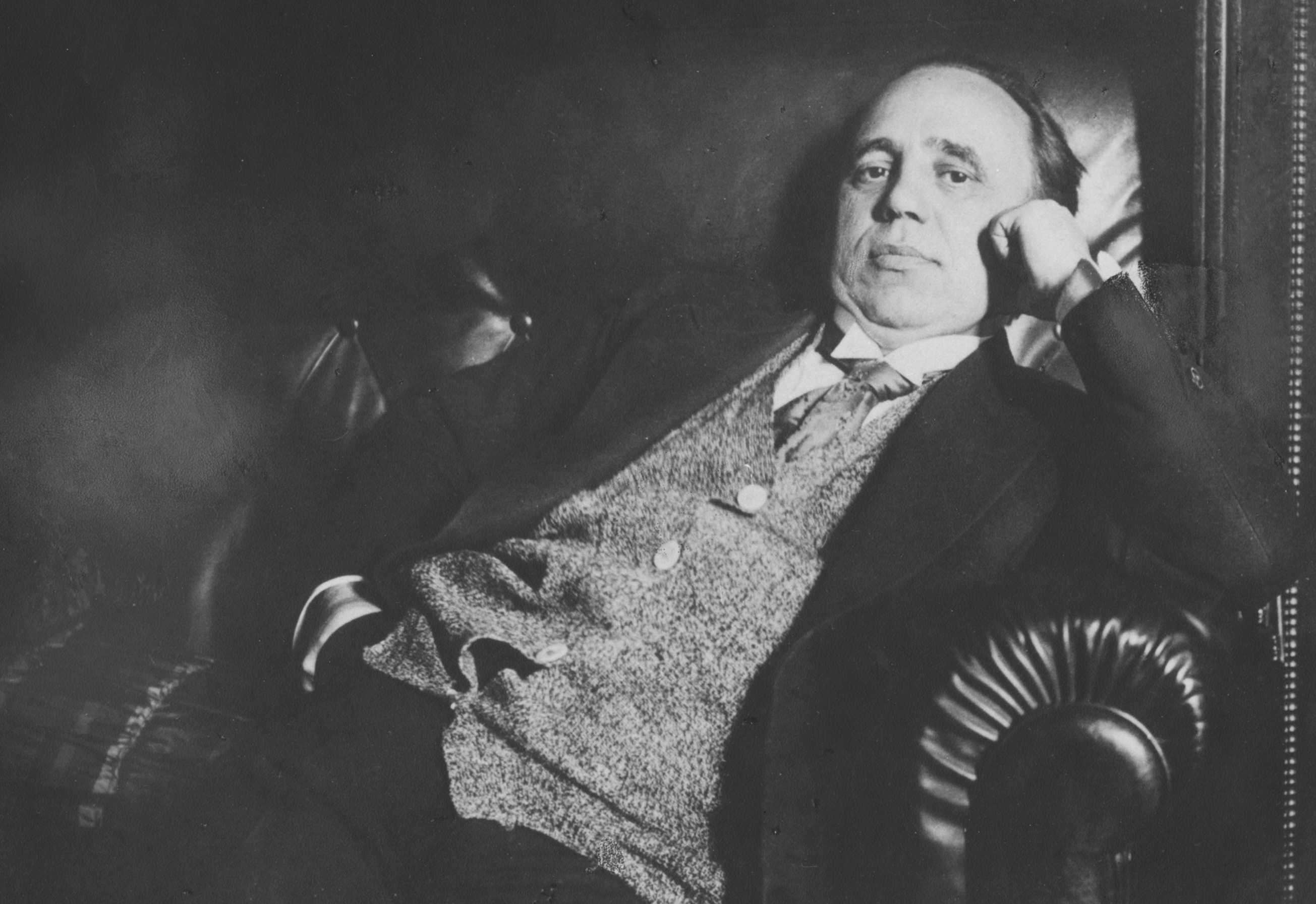
Josef Winckler, ca. 1925

Alfred Joseph Werner Winckler (* 7. Juli 1881 in Bentlage bei Rheine; † 29. Januar 1966 in Bensberg) war ein westfälischer Schriftsteller.
Sein bekanntestes Werk Der tolle Bomberg von 1923 wurde ein Verkaufsschlager. Es wurde 1957 mit Hans Albers in der Hauptrolle verfilmt.

## Leben
Winckler wurde als zweites Kind des Salineninspektors Alfred Winckler und seiner Ehefrau Maria, geborene Nieland, geboren. Sein Vater verlor – bald nach der Geburt des vierten Kindes – seine Stellung als Inspektor und nahm daraufhin eine ehrenamtliche Stelle als Syndikus des Hessischen Bauernvereins in Marburg an. Seine Mutter Maria Winckler zog mit den vier Kindern in das benachbarte Hopsten (1889), wo ihre Familie ein altes Töddenhaus besaß, das Haus Nieland. Abgesehen von den sporadischen Besuchen des Vaters wurden Josef und seine Geschwister von seiner Mutter und den Großeltern Nieland erzogen.

### Schule und Studium
Nach der Grundschulausbildung an der Rektoratsschule in Hopsten siedelte der 13-jährige Josef Winckler mit seiner Familie 1894 nach Kempen um. Sein Vater hatte dort eine Anstellung beim Rheinischen Bauernverein gefunden. In Kempen besuchte er das dortige Thomasgymnasium, von 1899 bis 1902 das Gymnasium in Krefeld. Da das fehlende Abitur ein philologisches Studienfach nicht erlaubte, schrieb sich Winckler im Sommersemester 1902 für das Studienfach Zahnmedizin an der Universität Bonn ein, für das als Zugangsvoraussetzung die Unterprimareife (Abschluss Kl. 11) genügte. Seine zahnmedizinischen, aber auch übergreifenden philologischen Studien schloss er 1906 mit der Approbation zum Zahnarzt ab.
Schon während der Studienzeit veröffentlichte er 1904 mit zwei Bonner Studienfreunden, Wilhelm Vershofen (1878–1960) und Jakob Kneip (1881–1958), einen ersten Lyrikband, der unter dem Titel Wir Drei! in Bonn erschien und von der Öffentlichkeit durchaus positiv aufgenommen wurde.
Nach einer Assistentenzeit in Hildesheim und Berlin ließ sich Winckler 1907 in Moers am Niederrhein als Knappschaftszahnarzt nieder und eröffnete in Moers und Homberg Zahnarztpraxen, die er zusammen mit verschiedenen Assistenten und Kollegen führte.

### Werkleute auf Haus Nyland

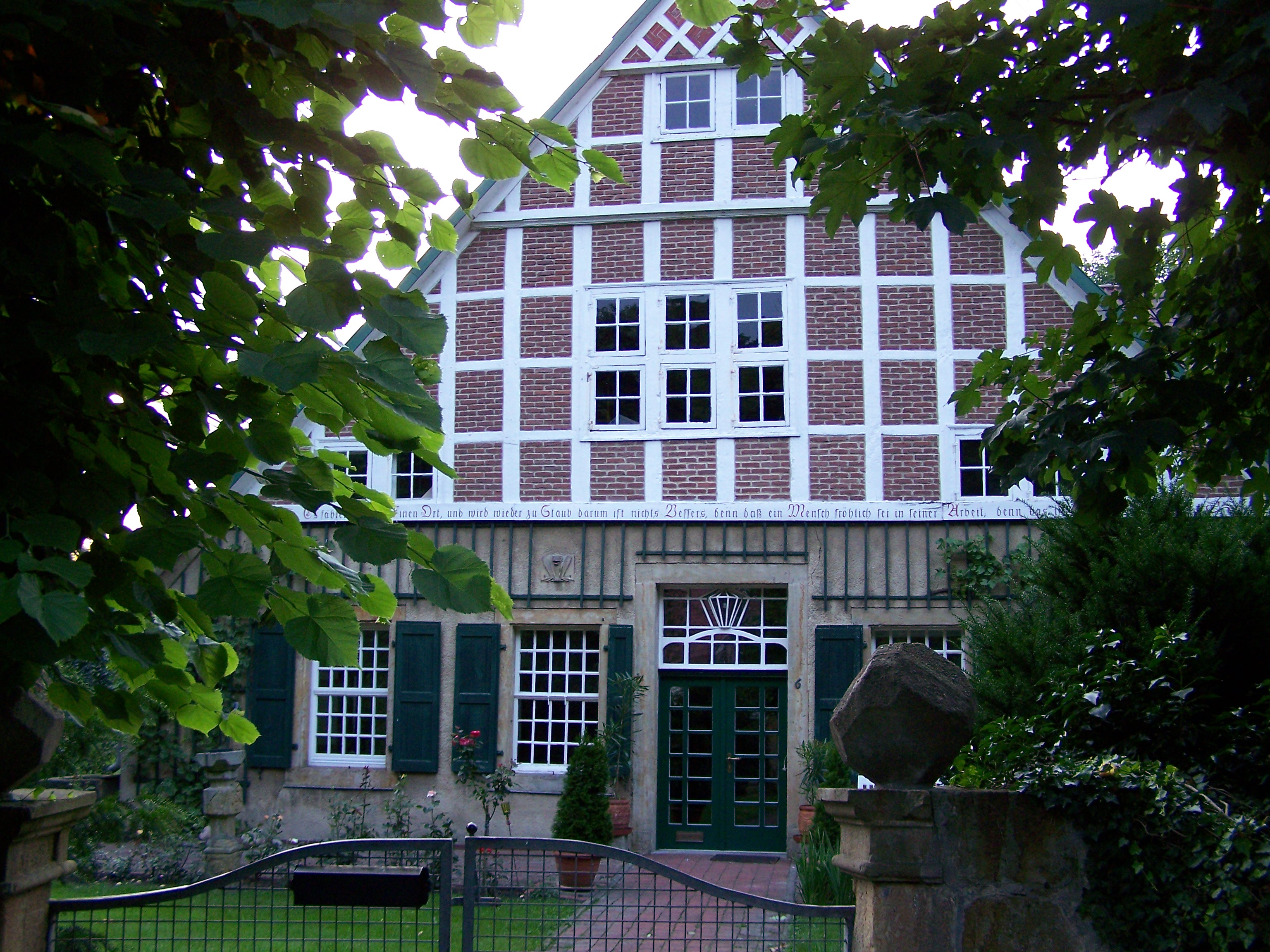
Frontansicht Haus Nieland in Hopsten

Mit Kneip und Vershofen, der inzwischen mit Wincklers Schwester Gustava verheiratet war, gründete Winckler 1912 den Autorenkreis Werkleute auf Haus Nyland, der seinen Namen vom Wincklerschen Stammhaus in Hopsten entlieh. Dieser Bund war eine lockere Verbindung von Schriftstellern, die sich literarisch mit der Industrie- und Arbeitswelt auseinandersetzten und häufig im Haus Nieland zusammentrafen. Die Intention der „Werkleute“ entsprach nicht dem, was man heute unter Arbeiterliteratur versteht: Anders als bei der Dortmunder Gruppe 61 um Fritz Hüser und Max von der Grün oder dem Werkkreis Literatur der Arbeitswelt fehlten den Werkleuten jene sozialkritischen Aspekte, die beispielsweise die Zusammenhänge zwischen Arbeitsrealität und Arbeiterrealität oder Kapital und Herrschaft aufdeckten. Pathos und Verklärung kennzeichneten die Sprache der Werkleute, deren Schriften sich fast ausschließlich an ein bürgerliches Lesepublikum richteten. Schriftsteller wie Gerrit Engelke (1890–1918), Carl Maria Weber (1890–1953), Karl Bröger (1896–1944), Heinrich Lersch (1889–1936), Max Barthel (1893–1975) oder Otto Wohlgemuth (1884–1965) gehörten neben Winckler, Vershofen und Kneip dem Bund an oder waren ihm freundschaftlich verbunden. Zu den Förder- und Ehrenmitgliedern zählten der AEG-Vorsitzende und spätere Außenminister Walter Rathenau (1867–1922) und der Lyriker Richard Dehmel (1863–1920).
Besonders mit dem – den Impressionisten verbundenen – Schriftsteller und Lyriker Richard Dehmel verband Winckler ein inniges Verhältnis. Dehmel, der ältere, etablierte Künstler, nahm Winckler unter seine Fittiche und ebnete ihm den Weg in die literarische Welt. Diese Förderung ging so weit, dass Dehmel bei einer Lesung 1914 in Berlin nicht eigene Werke las, sondern aus den Wincklerschen Sonetten rezitierte. Später, als anerkannter Autor, dankte Winckler für Dehmels Protektion, indem er seinerseits zeitlebens junge Begabungen förderte, etwa den rheinischen Maler Franz M. Jansen (1885–1958) oder den Dortmunder Schriftsteller Josef Reding (1929–2020). In ihrem noch unveröffentlichten, hunderte von Briefen, Postkarten und Billets umfassenden Briefwechsel diskutierten Dehmel und Winckler sowohl persönliche Probleme als auch literarische Belange. Dehmels kritische Kommentare zu seinen Texten empfand Winckler als hilfreich. So übernahm er die handschriftlichen Änderungen von Dehmel im Manuskript seines Gedichts Dichtersaga, als er es 1914 in der Zeitschrift Quadriga veröffentlichte.
Zwischen 1912 und 1914 gaben Winckler und Vershofen die Zeitschrift Quadriga heraus, die dem Werkleute-Bund als Forum der literarischen Auseinandersetzung diente, mit dem Beginn des Ersten Weltkriegs aber eingestellt wurde. Nun beteiligten sich der Bund und Winckler, wie viele ihrer intellektuellen Zeitgenossen, an der propagandistischen Unterstützung des Krieges, von dem sie eine „Reinigung“ erhofften, – so in ihren „Kriegsgaben“ Das brennende Volk (1916), zu dem Winckler das Verswerk Die mythische Zeit schrieb, und Schulter an Schulter (1916). Winckler selbst veröffentlichte in den Büchern Mitten im Weltkrieg (1915) und Ozean – Des deutschen Volkes Meeresgesang (1917) „kriegsbejahende Lyrik“ (Hanns Martin Elster), außerdem Gedichte in Tageszeitungen und Anthologien. Er beteiligte sich an einem Wettbewerb der Frankfurter Zeitung zur Zeichnung der neunten Kriegsanleihe im Jahre 1918 und gewann mit dem Gedicht Der Ruf des Rheins den zweiten Preis in der Kategorie „Literarische Beiträge“ in Höhe von 500 Reichsmark. Tragisch war für Winckler der Verlust des einzigen Bruders Alfred, der im Dezember 1916 an der Westfront bei Cambrai getötet wurde, und mit dem Winckler seine familiäre Bezugsperson verlor.
Nach dem Ende des Krieges, der Auflösung des alten Wertesystems und der Erkenntnis des eigenen Versagens, zog sich Winckler zunächst aus der literarischen Produktion zurück, um sich zu besinnen. Bis 1922 veröffentlichte er keine Bücher mehr. Zwar lebte der Bund durch seine neue Zeitschrift Nyland beim renommierten, national-konservativen Verlag Eugen Diederichs noch einmal auf, und Winckler war wieder als Herausgeber tätig, doch engagierte er sich bei den Werkleuten weit weniger als in der Vorkriegszeit. Er veröffentlichte in Nyland ausschließlich vor 1918 entstandene Beiträge.
1919 heiratete er Adele Gidion (1895–1951), die aus einer Kölner Kaufmannsfamilie stammte. Sie war die Schwester von Elise Bauwens, geb. Gidion, der Ehefrau des späteren DFB-Präsidenten Peco Bauwens. Zu dieser Zeit arbeitete er bereits an seinen nihilistischen, stark expressionistisch eingefärbten Büchern Der Irrgarten Gottes (Lyrik, 1922) und Der chiliastische Pilgerzug (1923). Daneben verfasste er Erzählungen, zum Beispiel die in der Trilogie der Zeit (1924), die menschliche Grunderfahrungen wie Vereinsamung, Misshandlung oder Gleichgültigkeit wiedergeben.

### Der tolle Bomberg
Obwohl Winckler seine Zahnarztpraxen in Homberg und Moers nominell bis 1925 aufrechterhielt, ließ er sich zu Anfang der 1920er Jahre immer häufiger vertreten. Er hatte sich für den Beruf des Schriftstellers entschieden und arbeitete nun systematisch am Aufbau seiner literarischen Karriere. Seinen Durchbruch erzielte er 1923 mit dem „großen Wurf“ Der tolle Bomberg – Ein westfälischer Schelmenroman, mit dem er sich aus der persönlichen Krisis der Nachkriegszeit – wie er in späteren Jahren immer wieder betonte – „durch Lachen befreit hat“ und der eine völlige Abwendung von seiner ersten Schaffensperiode bedeutete. Während Winckler sich bis dahin fast ausschließlich mit Themen der rheinischen Industriewelt beschäftigt hatte, griff er nun heimatverbundene Themen auf.
Für seinen Bomberg betrieb Winckler umfangreiche Recherchen und Quellenstudien. Obwohl der Roman eine historische Vorlage in der Figur des Barons Gisbert von Romberg besaß, literarisierte er diese im Münsterland sagenverklärte Person, indem er neue Mythen hinzufügte, die sich nur mit geringen Teilen der historischen Überlieferung decken. Dem Bomberg vor allem verdankt sich Wincklers literarisches Nachleben. Mit ihm schuf Winckler so etwas wie einen westfälischen „Nationalheiligen“. Der Longseller Der tolle Bomberg, von dem bis heute über 750.000 Exemplare verlegt wurden, begründete seinen – von Winckler nicht immer geschätzten Ruf – als „Heimatdichter“. Die spätere Bezeichnung Wincklers als „Westfalen von echtem Schrot und Korn“ lässt außer Acht, dass sich durch Bomberg und Pumpernickel viele Westfalen verächtlich gemacht und bloßgestellt fühlten. Nach Erscheinen von Pumpernickel soll sich Winckler in Hopsten zunächst nicht haben sehen lassen können.
Der Bomberg wurde zweimal verfilmt (1932 mit Hans Adalbert von Schlettow und 1957 mit Hans Albers in der Titelrolle). Weitere „Bombergiana“ (Winckler) waren die Benennung eines Intercity-Zuges der Deutschen Bundesbahn oder zahlreicher Restaurants und Gaststätten.

### Freier Schriftsteller
Der finanzielle Erfolg des Buches ermöglichte Winckler seit 1923/24, endlich das Leben eines freien Schriftstellers zu führen, so wie er es sich – seinem großen Vorbild Richard Dehmel folgend – vorgestellt hatte: ein luxuriöses Leben mit großer persönlicher Freiheit. Er besaß zeitweise mehrere Wohnsitze in Köln, Bonn und in den 1930er-Jahren Honnef (in einem Gartenhaus des Hagerhofs); Lesungen führten ihn durch ganz Deutschland; er gönnte sich mehrmonatige Reisen durch Europa; mindestens einmal jährlich besuchte er ein Kurbad. Wohl mehr aus persönlicher Eitelkeit als aus beruflicher Notwendigkeit promovierte Winckler 1923 zum Dr. med. dent. Seine mit „sehr gut“ bewertete Doktorarbeit Kunsttheoretische Untersuchungen über die graphische, malerische und plastische Darstellung der Zahnheilkunde mutet wie die Vorarbeit zum 1928 erschienenen Historien-Roman Doctor Eisenbart an, dessen Hauptfigur (gestaltet nach dem Vorbild des Johann Andreas Eisenbarth) er in seiner interdisziplinären Dissertation viel Platz einräumt.
Neben seinen Prosa-Werken veröffentlichte Winckler nach Wir Drei! weitere Lyrikbände, mit denen er sich auf seine eigentliche literarische Vorliebe besann, denn schon aus den Pennäler-Tagen lassen sich bei Winckler erste lyrische Versuche in Sonett-Form nachweisen. Mit den Eisernen Sonetten (1912–14) integrierte er das Thema Arbeitswelt in die bürgerliche Literatur. In seiner lyrischen Lieblingsform, dem Sonett, hatte er die Industrie- und Arbeitswelt emphatisch und pathetisch überhöht. Seine Industrielyrik entsprach den „bildungspolitischen Vorstellungen der (nichtkommunistischen) Arbeiterbewegung und der Gewerkschaften doch weit mehr als der 'Kulturbolschewismus' jener linken Bohème, die sich ... dem Proletkult verschrieben hatte“. 1929 versuchte er, die zeitgebundene Ausdrucksform der Eisernen Sonette in überarbeiteter Form – als Eiserne Welt – wiederauferstehen zu lassen. Im 1923 erschienenen Gedichtband Der Ruf des Rheins betonte er seine Verbundenheit mit dem Rheinland, das ihm zur zweiten Heimat geworden war.
Das Mutterbuch (1939), zumal dessen ersten Teil, hielt er persönlich für seine ausgereifteste und gelungenste Dichtung, unter deren fehlender Anerkennung er bis zu seinem Tode litt und die er immer wieder ins literarische Bewusstsein zu rufen suchte. Auch sein Bemühen, diese Gedichte durch die Komponisten Franz Jos Frey und Heinz Pauels 1953/1954 vertonen zu lassen, und nicht zuletzt die Aufnahme der Mutterbuch-Fassung von 1939 in die vierbändige Westfalenausgabe (1960–1963) deuten den Stellenwert an, den diese Dichtung für ihn hatte.
Zum Wincklersche Œuvre zählt auch ein Umwelt-Roman (Der Großschieber, 1933), ferner eine Musiker-Novelle (Adelaide – Beethovens Abschied vom Rhein, 1936), ein Chinabuch (Die heiligen Hunde Chinas, aus dem Nachlass 1968) und einen Medizin-Roman (Die Operation, aus dem Nachlass 1974).
Darüber hinaus trat Winckler häufig als Mitherausgeber auf. Neben den oben genannten Werkleute-Zeitschriften gab er bereits 1909–1912 in Thüringen mit Wilhelm Vershofen die Jenaer Vierteljahreshefte für Kultur und Freiheit heraus und betreute mit Josef Ponten (1883–1940) im Jahre 1925 Das Rheinbuch – Festgabe rheinischer Dichter, bei dem er sich für die Auswahl der Texte verantwortlich zeichnete. Das Rheinbuch bildet heute noch eine Fundgrube für die Erforschung der Rheinischen Moderne. Denn Winckler nutzte es zur Förderung junger Talente, so dass neben arrivierten auch unbekannte rheinische Autoren darin aufgenommen wurden. Doch scheiterte der Versuch, mit Detmar Heinrich Sarnetzki das Athenäum – Jahrbuch rheinischer Dichtung (1948) zu begründen, an Das Rheinbuch anzuschließen und damit die Tradition der Treffen des Bundes Rheinischer Dichter e. V. aus den 1920er und 1930er Jahren wiederzubeleben. Es erschien nur diese eine Ausgabe.
Von Wincklers literarischer Produktivität zeugen auch die noch unveröffentlichten Manuskripte, die im Nyland-Archiv in Köln lagern und bearbeitet werden, wie der Roman Midas oder die Goldenen Ohren, die Novelle Jan von Weerth oder Das Vakuum, in dem er sich mit den Jahren 1933–1945 auseinandersetzte.

### Im „Dritten Reich“
Die Jahre zwischen 1933 und 1945 überstand Winckler durch Anpassung an die vorgegebene Kulturnorm. Es fehlen allerdings die allgemein üblichen politischen Bekenntnisse zum System. Im Gegensatz zu seinem Vater, der für seine progressiv-konservativen Überzeugungen während des Kulturkampfes inhaftiert wurde, war Josef Winckler ein eher unpolitischer, wenn nicht apolitischer Mensch. Aus den veröffentlichten wie den unveröffentlichten Schriften sind nur wenige Stellungnahmen zu tagespolitischen Ereignissen bekannt: Vermutlich 1923 setzte er sich in einem Zeitungsartikel für die Freilassung von 150 Gefangenen der französisch-belgischen Ruhrbesetzung ein, 1932 unterzeichnete er einen Aufruf zu Wiederwahl Hindenburgs zum Reichspräsidenten. Nach der nationalsozialistischen „Machtergreifung“ versah Winckler das im April 1933 erschienene Buch Der Großschieber mit der Widmung „Nach vierzehn Jahren der Verwilderung in der Stunde des Aufbruchs“ und nahm im Schlusskapitel Änderungen vor, die der veränderten politischen Lage Rechnung trugen. Die Motivkreise seiner Werke wechselte Winckler während der NS-Herrschaft jedoch nicht. Auch ließ Winckler sich nicht zu Elogen auf den „Führer“ oder zur Unterzeichnung von „Deutschen Bekenntnissen“ hinreißen, noch trat er als Redner bei offiziellen Anlässen auf.
Josef Winckler war mit einer Jüdin verheiratet. So musste er durch sein Werk Wohlverhalten dokumentieren, um seine Frau vor der rassischen Verfolgung zu schützen, bis sie – noch 1943 – mit einer Sondergenehmigung des Reichsführers der SS, Heinrich Himmler, in die Schweiz ausreisen durfte.

### Nachkriegszeit
1945 kehrte seine Ehefrau Adele aus dem Exil in der Schweiz zurück.
Als Thomas Mann mit Frank Thieß und Walter von Molo seinen „Streit um Deutschland“ führte und Mitte der 1950er Jahre Kurt Ziesel sein Buch Das verlorene Gewissen vorlegte, in welchem er unter anderem Winckler angriff, sah sich Winckler zu einer Antwort genötigt, die er 1961 anlässlich einer Veranstaltung der Gesellschaft der Bibliophilen in Köln gab. Winckler galt in den 1950er und 1960er Jahren als integer: „Für viele war Winckler so etwas wie ein – freilich gescheiterter – Vermittler zwischen zwei Dichtergenerationen: jener, die im Dritten Reich in der ersten Reihe Platz genommen […], danach aber vergeblich neuen Anschluß gesucht hatte, und jener, die nach dem Krieg einen neuen Anfangspunkt machte“ (Walter Gödden). Diese Position und seine persönliche Integrität galt es für Winckler zu verteidigen. Besonders perfide war Ziesels Behauptung, er habe sich „im Dritten Reich von seiner Frau getrennt […] und sie ins Ausland ziehen [lassen], wo sie zugrunde ging“.
Winckler liebte das Gespräch und die Auseinandersetzung. Neben seinen literarischen Werken, für die er vielfach ausgezeichnet wurde, war er Mitglied zahlreicher literarischer und kultureller Vereinigungen (unter anderen P.E.N., Deutsche Akademie für Sprache und Dichtung, Gesellschaft der Bibliophilen) und nahm engagiert am Kulturbetrieb der frühen Bundesrepublik teil.

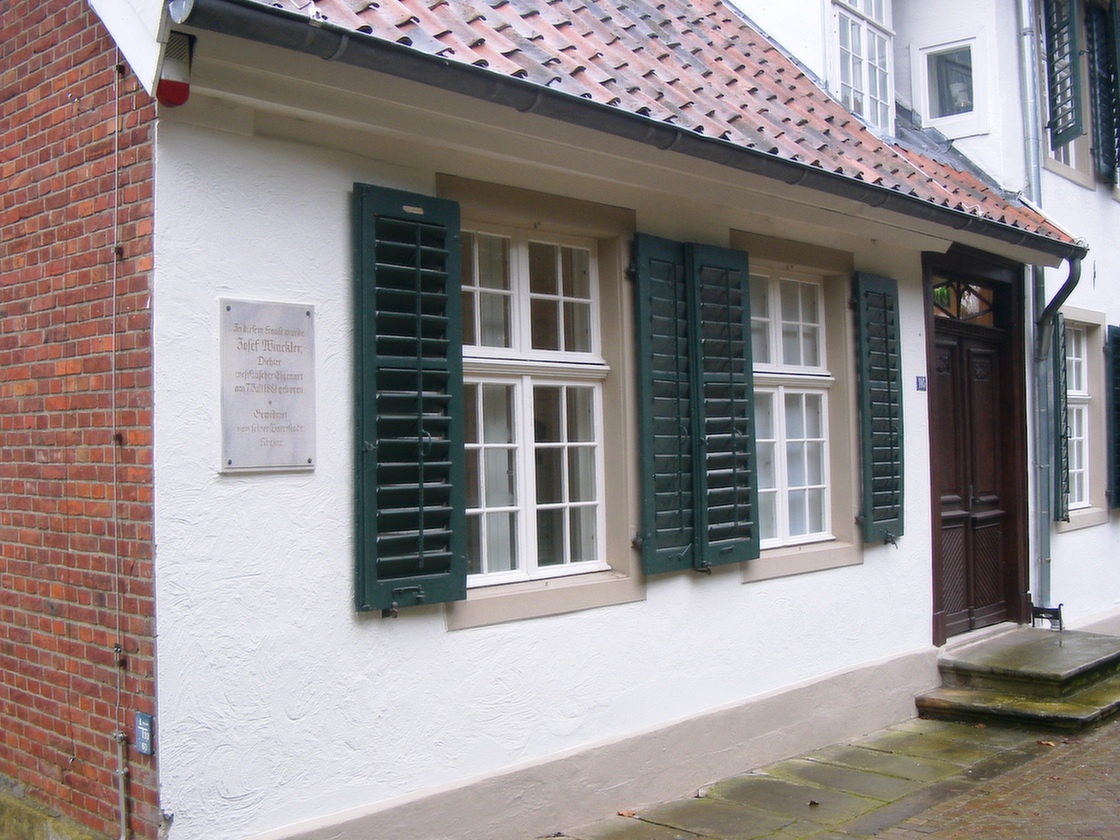
Das Geburtshaus Josef Wincklers: Verwalterhaus der Saline Gottesgabe in Rheine mit der 1956 angebrachten Gedenktafel

Die Art und Weise, wie Winckler nicht nur anlässlich der Westfalentage auftrat, zeigte seine Prägung durch Westfalen und Präferenz für Land und Leute. Winckler empfand sich spätestens seit dem Erfolg seines Bomberg als bedeutendster Repräsentant der westfälischen Literatur seit Annette von Droste-Hülshoff und liebte es, sich westfälisch-volkstümlich darzustellen. Vom Festessen nach der Verleihung des Westfälischen Literaturpreises 1953 in Meschede heißt es, Winckler habe lustlos in seinem Essen herumgestochert und geäußert, ihm wäre „deftiger westfälischer Speck mit dicken Bohnen … lieber gewesen“.
Winckler kann als Vertreter der Nadlerschen Stammesliteraturdefinition angesehen werden. Josef Nadler meinte, das geistig-physische Klima einer Landschaft präge die Menschen. In diesem Sinne verstand sich Winckler als ein im Westfalentum verwurzelter Schriftsteller. Zu berücksichtigen ist, dass in den 1920er Jahren generell eine verstärkte Rückbesinnung auf Heimat und nähere Umwelt erfolgte, wie die Gründung von Heimatmuseen und Heimatvereinen zeigt. Dass fast die Hälfte seines Werkes sich mit regional-rheinischen oder übergeordneten Themen beschäftigt, wurde in Westfalen kaum zur Kenntnis genommen. Winckler selbst ließ sich bei allem Bekenntnis zum Westfalentum nicht aufs Westfälische beschränken. Dank der Erfahrung seiner rheinischen Jahre erschien es ihm leichter, „in der freieren Urbanität einer Stromlandschaft, in … größerer Weltaufgeschlossenheit unter einem beweglichen Menschenschlag, … die Konturen der niederdeutschen Tiefebene und ihrer rätselhaften Bewohner wahrzunehmen“.
Anfang der 1950er Jahre wirkte er bei der Revitalisierung der Autorenvereinigung Die Kogge in Minden mit, in der er sich für die niederdeutsche Literatur einsetzte. Sein Engagement führte ihn in den Westdeutschen Autorenverband und zu den westfälischen Schriftstellertreffen (unter anderem in Marl).
Zuletzt wohnte Winckler in Frankenforst, einem Stadtteil der damals noch selbständigen Stadt Bensberg. Dort starb er vierundachtzigjährig am 29. Januar 1966 im Vinzenz-Pallotti-Hospital. Seine letzte Ruhe fand er in Bergisch Gladbach auf dem Laurentius-Friedhof neben seiner Frau Adele.

## Ehrungen
- Im Jahre 1953 wurde ihm für sein erzählerisches Gesamtwerk der Annette-von-Droste-Hülshoff-Preis verliehen.
- Er war Ehrenvorsitzender der Vereinigung norddeutscher Dichter Die Kogge.
- Der Bielefelder Bildhauer Karl Altenbernd schuf 1955 eine Bronzebüste von Josef Winckler für die Stadtbibliothek in Münster.[13]
- Die Stadt Rheine ehrte Josef Winckler durch eine Gedenktafel an seinem Geburtshaus in Bentlage, die Benennung eines Weges, einer Schule, die Einrichtung eines Gedenkzimmers (zwischenzeitlich aufgelöst) und die Goldene Medaille der Stadt Rheine. Die Schule beherbergt heute unter dem Namen Josef Winckler Zentrum die Volkshochschule und Städtische Musikschule.
- Im Jahre 2005 wurde auf dem Gelände der ehemaligen Saline Gottesgabe ein Josef-Winckler-Museum eröffnet.
- Der jährlich vergebene Josef-Winckler-Preis zeichnet die jeweils jahresbesten Absolventen der weiterführenden Schulen in Rheine aus.

## Werke
Auswahl aus über 40 selbständigen Publikationen:
- Eiserne Sonette. Leipzig (1914 in der Zeitschrift Quadriga 1914 und in der Insel-Bücherei 134/1A ohne Verfasserangabe)
- Der tolle Bomberg – Ein westfälischer Schelmenroman. Stuttgart 1923
- Der Weltmensch. Köln 1923
- Pumpernickel. Menschen und Geschichten um Haus Nyland. Stuttgart 1925
- De olle Fritz. Verschollene Schwänke und Legenden voll phantastischer Abenteuerlichkeit und schnurriger Mythe. Gesammelt und hg. als niederdeutsches Andachtsbüchlein. Bremen 1926
- Im Banne des Zweiten Gesichtes – Schicksale und Gestalten um Haus Nyland. Berlin 1930
- Des verwegenen Chirurgus weltberühmbt Johannes Andreas Doctor Eisenbart Zahnbrechers, Bänkelsängers, Okulisten, Steinschneiders Tugenden und Laster auf Reisen und Jahrmärkten, mancherley bewährteste Artztneyen in Not und Tod sambt vielen Orakeln, Mirakeln, Spektakeln, insonderheit auch philosophische, politische, moralische, mythische Tractata und sehr bedeutsame Mitteilungen zahlloser erschröcklicher und lustiger Begebenheiten getreulich dargestellt und vorgestellt vom rechtschaffenen, rite approbierten Collegen Josef Winckler weiland Zahnarzt zu Mörs am Rhein, Anfertiger höchst kunstvoller Gebisse, gantz wie aus Natur, aus Kautschuk, Gold, Aluminium. Dr. med dent der Universität Köln, Polyhistor und großer Dichter, seßhaft und wohlberechtigt, rechtmäßig geboren, gültig getauft vom nachmaligen Bischof Dr. Brinkmann zu Rheine in Westfalen. Stuttgart 1928
- Die Weinheiligen. Eine fröhliche Legende. Mit Zeichnungen von Felix Timmermans. Köln 1934
- Das Mutterbuch. Stuttgart 1939
- ´´Die Schöpfungs-Feier 1949
- Bischof Emmanuel von Ketteler. Köln 1947
- Fest der Feste. Weihnachtsfeiern auf Haus Nyland. Stuttgart 1948
- Adelaide. Beethovens Abschied vom Rhein. DVA, 1951
- Der Westfalenspiegel. Dortmund 1952
- So lacht Westfalen. Auch eine Philosophie. Honnef am Rhein 1955
- Warum schwieg ich zehn Jahre? Rede zu meinem 80. Geburtstag in der Bibliophilen Gesellschaft Köln. Köln 1961
- Die Heiligen Hunde Chinas. Erzählungen. Herausgegeben und mit einem Nachwort versehen von Hanns Martin Elster im Auftrag der Nyland-Stiftung. Stuttgart 1968
- Die Operation. Aus den Papieren eines Ungenannten. Herausgegeben und mit einem Nachwort versehen von Hanns Martin Elster im Auftrag der Nyland-Stiftung. Emsdetten 1974
- Josef Winckler Lesebuch. Zusammengestellt und mit einem Nachwort versehen von Ralf Drost. Köln 2005 (= Nylands Kleine Westfälische Bibliothek 4)
- Seit 1984 erscheint eine von der Nyland-Stiftung betreute Ausgabe der Gesammelten Werke, die auf 8 Bände geplant ist. Die Bände 1 bis 6 liegen vor (Stand vor 2010).[14]

## Medien
- Der Tolle Bomberg und andere Geschichten. Schallplatte Qu 1038.
- Tonzeugnisse zur Westfälischen Literatur (Bd. 8): „Ich habe mich durch Lachen befreit“. Josef Winckler 1881–1966. Münster 2007 (Hör-CD).